# Metapán
Metapán est une municipalité du Salvador située dans le nord du département de Santa Ana. La ville de Metapán elle-même se trouve 46 km au nord du chef-lieu Santa Ana.

## Géographie
La superficie de la municipalité est de 668,36 km2. À l'ouest et au nord-ouest,  elle est frontalière avec le Guatemala.

## Économie
La municipalité est connue pour sa production de minerai de fer. Elle a possédé jusqu'à trois hauts fourneaux. En 1850 elle produisait 150 tonnes de fer par an. Le chercheur britannique John Baily a décrit ce fer comme « de grande qualité [...] et supérieur à celui généralement importé pour faire des haches et d'autres instruments tranchants d'usage courant ».

## Sports
La ville possède un club de football de l'élite, l'Asociación Deportiva Isidro Metapán, fondé en 2000, et un club de deuxième division, l'A.D. Leones de Metapan (en), fondé en 2015.